# Península de Bondoc
A península de Bondoc (abreviada como BonPen) é uma península na parte sudeste da província de Quezon na região de Calabarzon, no sul da ilha Luzon, nas Filipinas. A península contém 12 municípios: Agdangan, Buenavista, Catanauan, General Luna, Macalelon, Mulanay, Padre Burgos, Pitogo, San Andres, San Francisco, San Narciso e Unisan.